# Mansuphantes auruncus
Mansuphantes auruncus là một loài nhện trong họ Linyphiidae.
Loài này thuộc chi Mansuphantes. Mansuphantes auruncus được Paolo Marcello Brignoli miêu tả năm 1979.